# Julien Versieren
Julien August Versieren (Leupegem, 6 december 1898 - Oudenaarde, 9 mei 1965) was een Belgisch syndicalist en politicus voor de BWP en diens opvolger BSP.

## Levensloop
Julien Versieren was wever van beroep. In 1912 stond hij voor het eerst op de kieslijst bij de gemeenteraadsverkiezingen in Oudenaarde, maar werd niet verkozen. In 1924 werd hij bediende-bode, secretaris en – in de jaren 1930 – voorzitter van de Bond Moyson van Oudenaarde. Minstens vanaf 1932 was hij agent van de socialistische verzekeringscoöperatie La Prévoyance Sociale. Hij was ook bode-bediende van de (federatie van) vakbonden van Oudenaarde en verkoper van de socialistische bladen Vooruit en De Verbroedering. In de jaren 1930 was hij voorzitter van de lokale afdeling van de Textielarbeiderscentrale van België (TACB).
In 1938 werd hij verkozen tot gemeenteraadslid van Oudenaarde en bleef dit tot aan zijn dood. Vanaf 1944 werd hij voorzitter van de gewestelijke afdeling Oudenaarde van het ABVV en secretaris van de federatie Oudenaarde-Ronse van de BSP. In 1946 werd hij provinciaal senator voor de BSP en ook dit mandaat vervulde hij tot aan zijn dood. Hij was na de Tweede Wereldoorlog de eerste socialist buiten Ronse in het kiesarrondissement Oudenaarde om een nationaal mandaat voor de socialisten in de wacht te slepen. 